# Carlo Piva
Carlo Piva (1900–1988) olasz cukrászmester, az egykori Miskolc nevezetes alakja.

## Élete

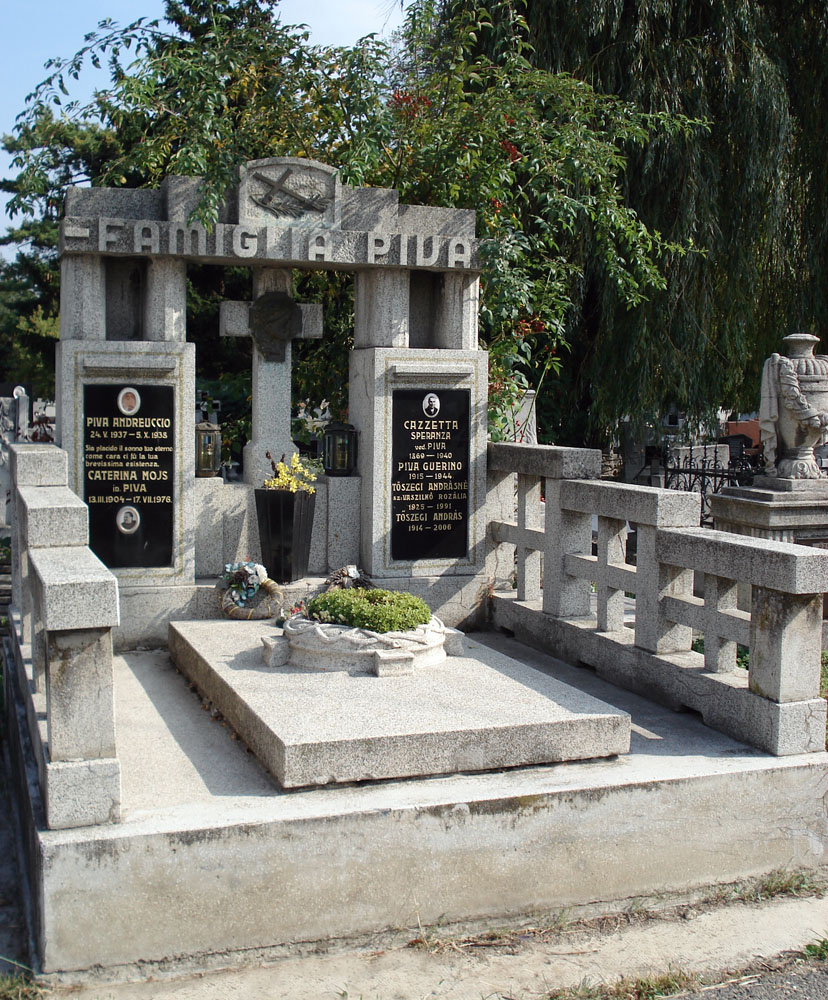
A Piva család kriptája a miskolci Mindszenti temetőben

Carlo Piva szülei Olaszországból érkeztek Bécsbe, ahol olasz cukrászdát nyitottak. Később Kassára költöztek, ahol Carlo megnősült, szlovák nő, Caterina Mojs (1904–1976) lett a felesége. A házaspár 1929-ben költözött Miskolcra, ahol Carlo Piva a Mindszenti templommal szemben, az akkori Szemere Bertalan és Zöldfa utcák sarkán nyitott üzletet, itt volt a lakása is. Eleinte csak fagylaltgyártással foglalkozott, de később cukrászsüteményekre is engedélyt kapott. Fagylaltjai sokkal jobbak és változatosabb ízűek voltak a helyi cukrászokénál, így gyorsan népszerű lett. A cukrászsüteményekhez nem értett, ezért előállításához helyi cukrászmestert alkalmazott, és tőle tanulta el a mesterséget. Fodor László mellett szabadult fel. Miskolcon ő alkalmazott először fagylaltgépet, és ő árusított először tölcséres fagylaltot is. 1938-ban meghalt a fia, Andreuccio, akit a Mindszenti temetőben kialakított családi kriptában temettek el.
A második világháború alatti bombázások során bombatalálat érte lakásukat és cukrászdájukat, ezért 1945-ben a Széchenyi utca 48. szám alatt nyitotta meg új üzletét. 1946-ban megvásárolta a szemközti házat is, amelyben addig Sikorszky Gyula „Kakukk-büféje” működött. Ez lett a későbbi „Napsugár” cukrászda, amit a miskolciak Pivának neveztek egészen addig, míg a cukrászda csak működött (ma ruházati bolt van benne). Piva vállalkozását 1955-ig nem államosították, ekkor azonban adócsalás és valutaüzérkedés címén letartóztatták, és börtönbüntetést kapott. 1956-ban kiengedték, de 1959-ben – olasz útlevele lévén – elhagyhatta Magyarországot, és Milánóba költöztek. Soha többé nem tért vissza. Felesége 1976-ban hunyt el, és ő úgy rendelkezett, hogy Miskolcon, a fia mellett temessék el. Ebben a kriptában fekszik Carlo Piva 1940-ben elhunyt édesanyja is. Piva mester soha többé nem látogatott vissza Magyarországra, Milánóban temették el.
Miskolcon dolgozott egy másik olasz cukrász is, Emenegildo Buttignon. Ő az egykori „Capri” cukrászdát működtette.